# Defolianty

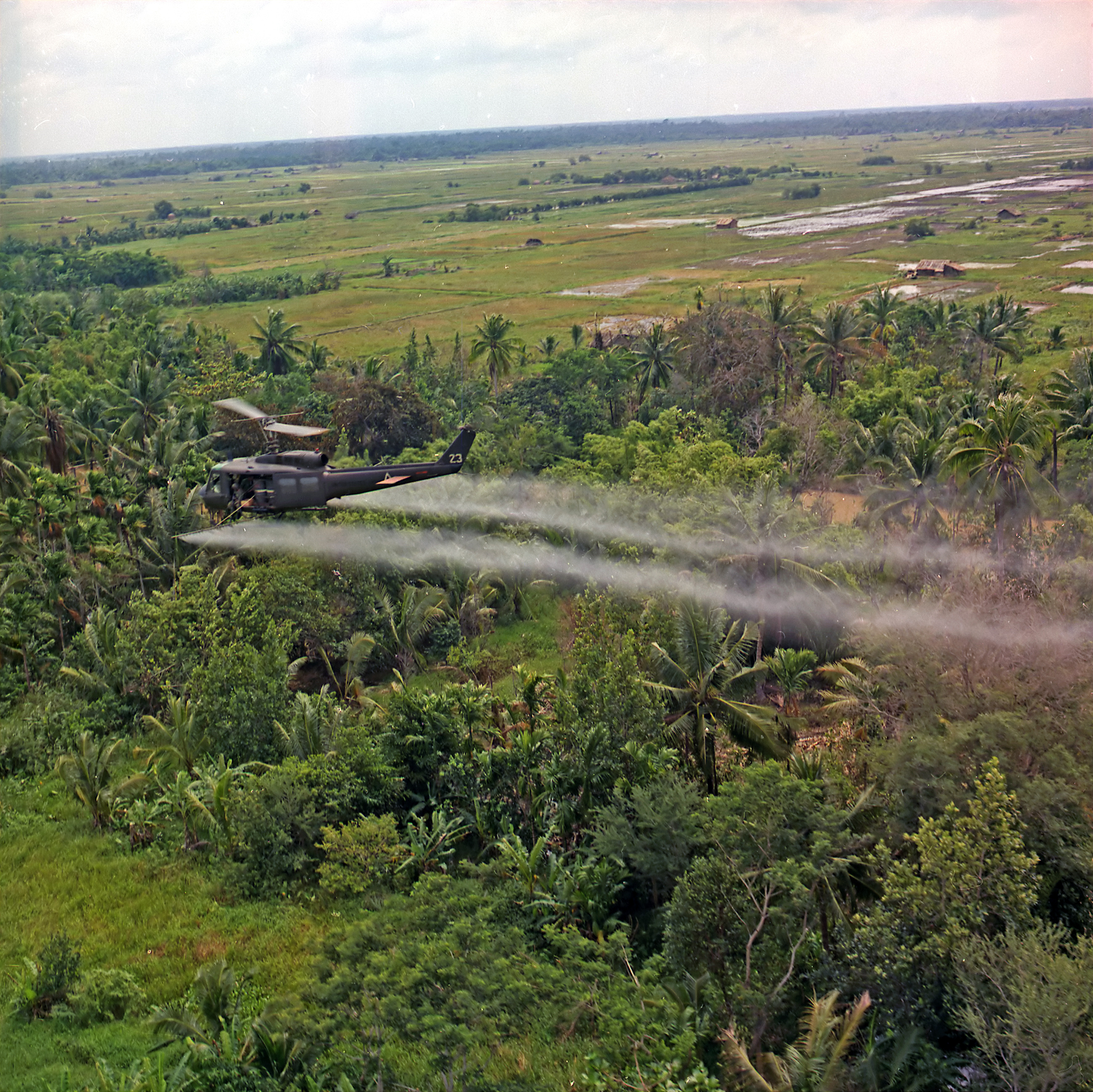
Rozpylanie defoliantów w delcie Mekongu w czasie wojny w Wietnamie

Defolianty (ang. defoliant z łac. de- 'od-' i folium 'liść; karta') – substancje chemiczne, które powodują zrzucanie liści przez rośliny. 
Stosowane w rolnictwie w celu przyspieszenia dojrzewania roślin i ułatwienia zbioru. Zabieg ten ma zastosowanie na nasiennych plantacjach wolno dojrzewających roślin strączkowych, jak łubin, bób, na 1-3 tyg. przed zbiorem. Znajdują także zastosowanie w szkółkarstwie do usuwania liści z podkładek drzew owocowych w celu przyspieszenia przejścia w okres spoczynku. 
Defolianty wykorzystywane są też w celach wojskowych do odsłaniania obiektów w lasach, np. podczas wojny w Wietnamie korzystano z herbicydu o nazwie Agent Orange (ang. dosł. "Czynnik Pomarańczowy").